# Romanisches Café

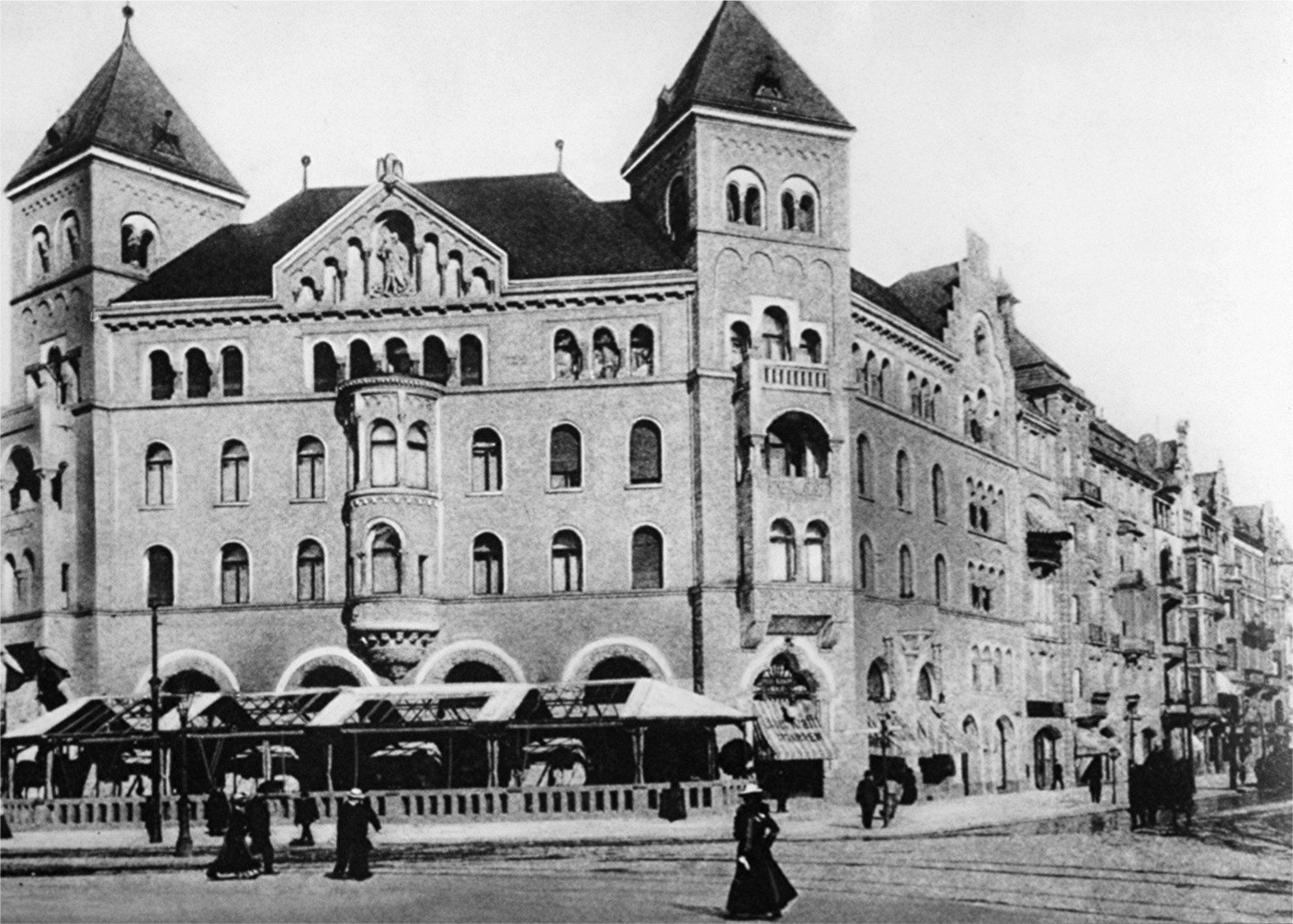
Byggnaden ca 1900

Romanisches Café var en konstnärslokal i den tyska huvudstaden Berlin. Den låg mellan Budapester Straße och Tauentzienstraße i stadsdelen Charlottenburg. Namnet kom från byggnadens nyromanska stil.

## Historia
Byggnaden uppfördes mellan 1897 och 1899 efter ritningar av arkitekten Franz Schwechten som även ritat den intilliggande Kaiser-Wilhelm-Gedächtniskirche. Byggnadens källarvåning inhyste ursprungligen Hotel Kaiserhofs konditori, men gjordes 1916 om till ett kafé av köpmannen Bruno Fiering. Den nya lokalen utvecklades snabbt till en träffpunkt för kulturarbetare och intellektuella, bland annat författare, konstnärer, skådespelare, regissörer och journalister. Samtidigt fungerade det som en utställningsplats för blivande konstnärer som ville hitta kontakter inom konstnärsvärlden. I takt med våldsamheterna under Weimarrepublikens sista år förlorade kaféet sin roll allt mer. Verksamheten upphörde helt i samband med att nazisterna kom till makten och många av stamgästerna valde att emigrera. Byggnaden förstördes av de allierades bombningar 1943. Andra caféer i området har senare marknadsfört sig under samma namn. Den nuvarande efterföljaren med samma namn ligger i skyskrapan Zoofenster.

## Stamgäster
- Gottfried Benn
- Josef Block
- Bertolt Brecht
- Otto Dix
- Alfred Döblin
- Hanns Eisler
- Gusto Gräser
- George Grosz
- Sylvia von Harden
- Friedrich Hollaender
- Mascha Kaléko
- Erich Kästner
- Alfred Kerr
- Irmgard Keun
- Egon Erwin Kisch
- Anton Kuh
- Hugo Lederer
- Else Lasker-Schüler
- Max Liebermann
- Franz Pfemfert
- Erich Maria Remarque
- Joachim Ringelnatz
- Christian Schad
- Rudolf Steiner
- Ernst Toller
- Konrad Wachsmann
- Franz Werfel
- Billy Wilder
- Stefan Zweig